# Catocala nupta
Catocala nupta és una espècie de papallona nocturna de la subfamília Erebinae i la família Erebidae.

## Distribució
Es troba a Europa i Àsia.

## Descripció
Fa 80 mm d'envergadura alar.
Té les ales anteriors de colors monòtons per amagar-se durant el dia. Aquesta espècie i altres Catocala tenen les ales inferiors de colors brillants. Catocala nupta les té de color taronja, vermell o rosa. Aquests colors no són visibles en repòs, ja que queden amagats sota les ales superiors, però ajuden a evitar els depredadors, com les aus, si és molestada durant el dia. El sobtat centelleig dels colors vius de les ales inferiors pot confondre l'atacant, ja que quan aterra immediatament tanca les ales i sembla que desaparegui a mesura que el color "s'apaga".
Vola a l'agost i setembre, i és atreta per la llum i el sucre.

## Plantes nutrícies
Els adults s'alimenten de nèctar de les flors.
Les erugues mengen fulles de salze i pollancre.

## Subespècies
- Catocala nupta nupta
- Catocala nupta alticola Mell, 1942 (Xina: Yunnan)
- Catocala nupta centralasiae Kusnezov, 1903
- Catocala nupta clara Osthelder, 1933 (Turquia)
- Catocala nupta concubia Walker, [1858] (nord-est del Hindustan)
- Catocala nupta japonica Mell, 1936
- Catocala nupta kansuensis O. Bang-Haas, 1927 (Xina: Kansu)
- Catocala nupta japonica Mell, 1936
- Catocala nupta likiangensis Mell, 1936 (Xina: Yunnan)
- Catocala nupta nozawae Matsumura, 1911 (Japan)
- Catocala nupta nuptialis Staudinger, 1901 (Altai)
- Catocala nupta obscurata Oberthür, 1880 (sud-est de Sibèria)

## Galeria

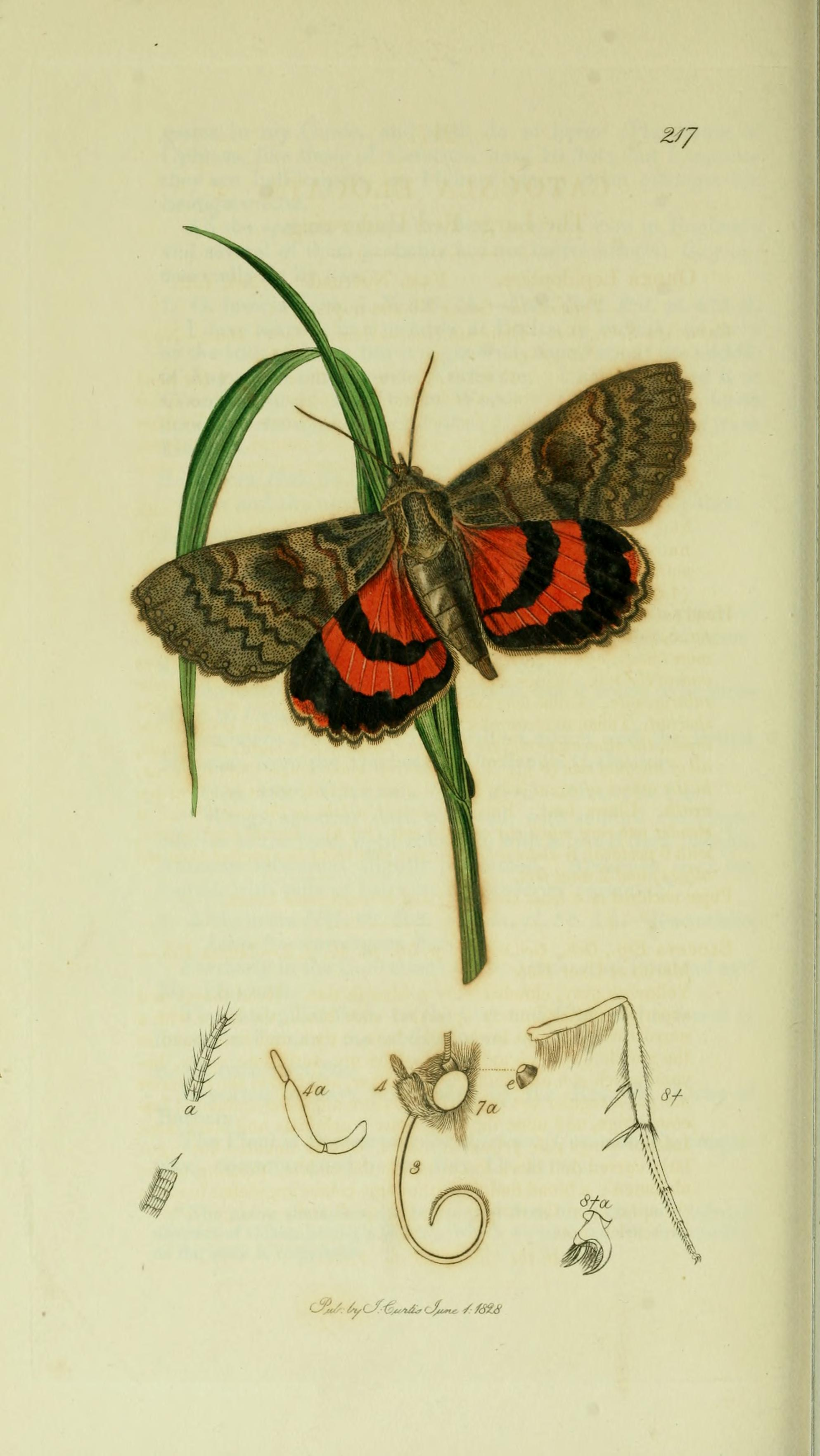
Il·lustració del volum 5 d'Entomologia britànica de John Curtis
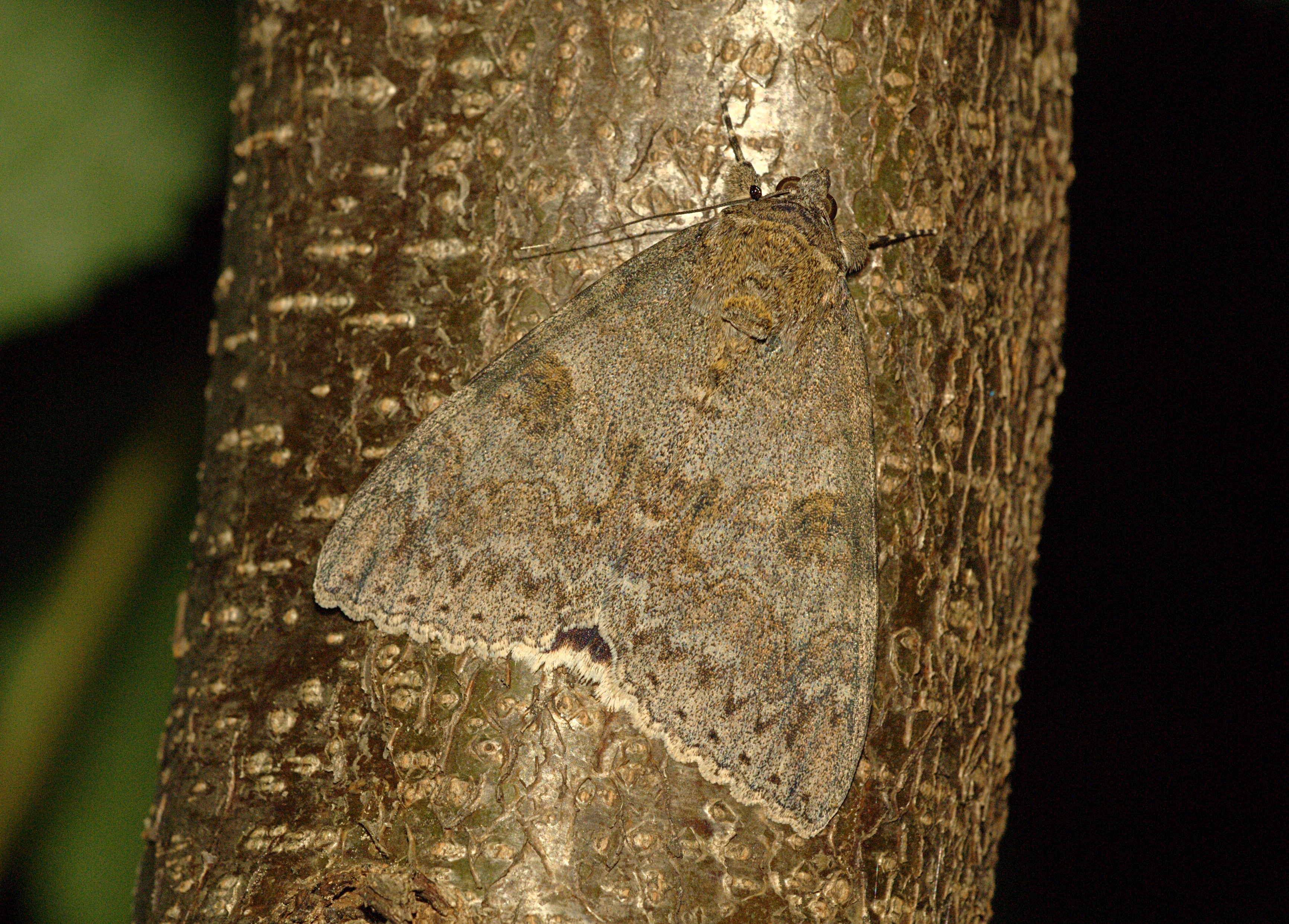
Catocala nupta
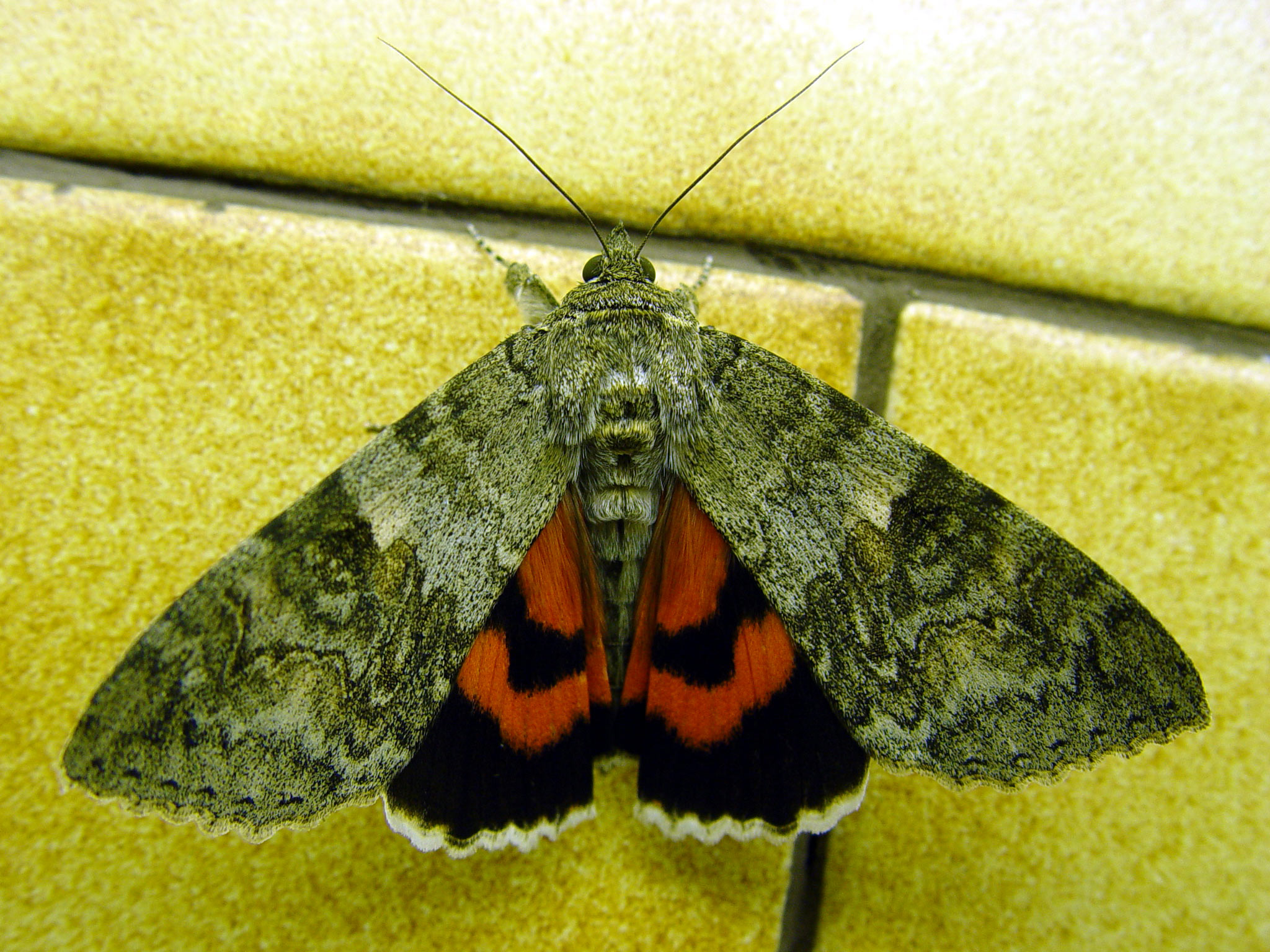
Catocala nupta
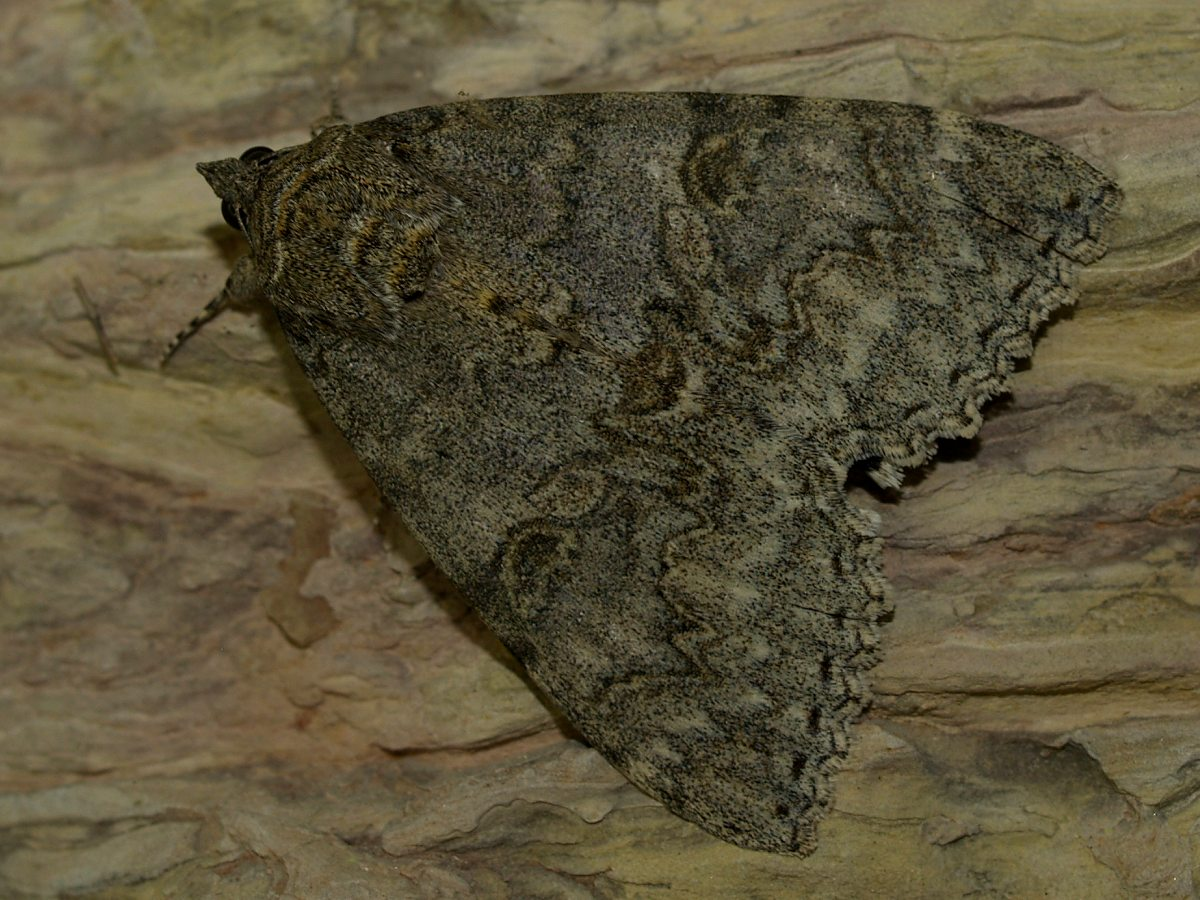
Catocala nupta
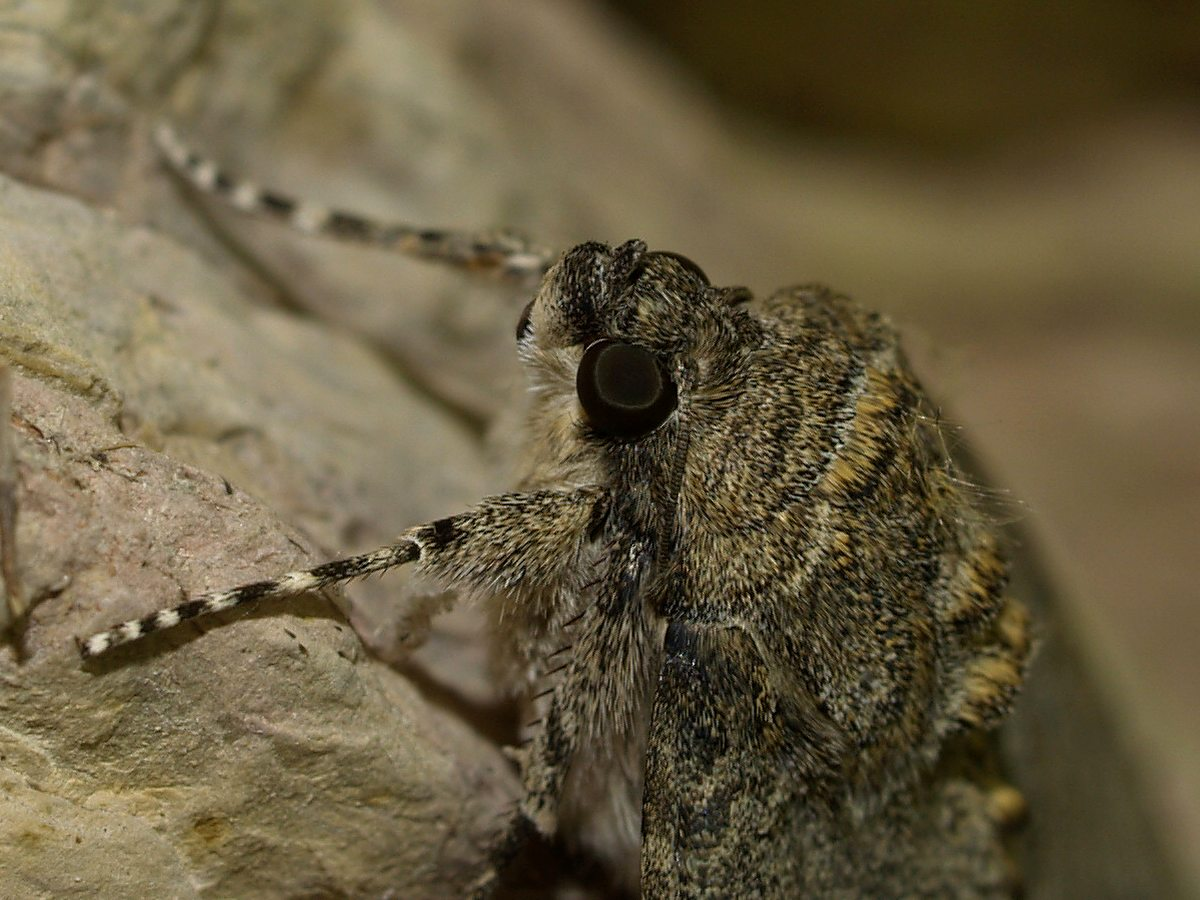
Catocala nupta detall